# Blanco y Negro (revista)
Blanco y Negro fue una revista ilustrada editada en Madrid, fundada en 1891 por Torcuato Luca de Tena. Más adelante se convirtió, junto a ABC, en base del grupo Prensa Española. La revista, que tuvo varias épocas de publicación, en la última de las cuales fue distribuida como suplemento de ABC, cesó definitivamente en 2000.

## Historia

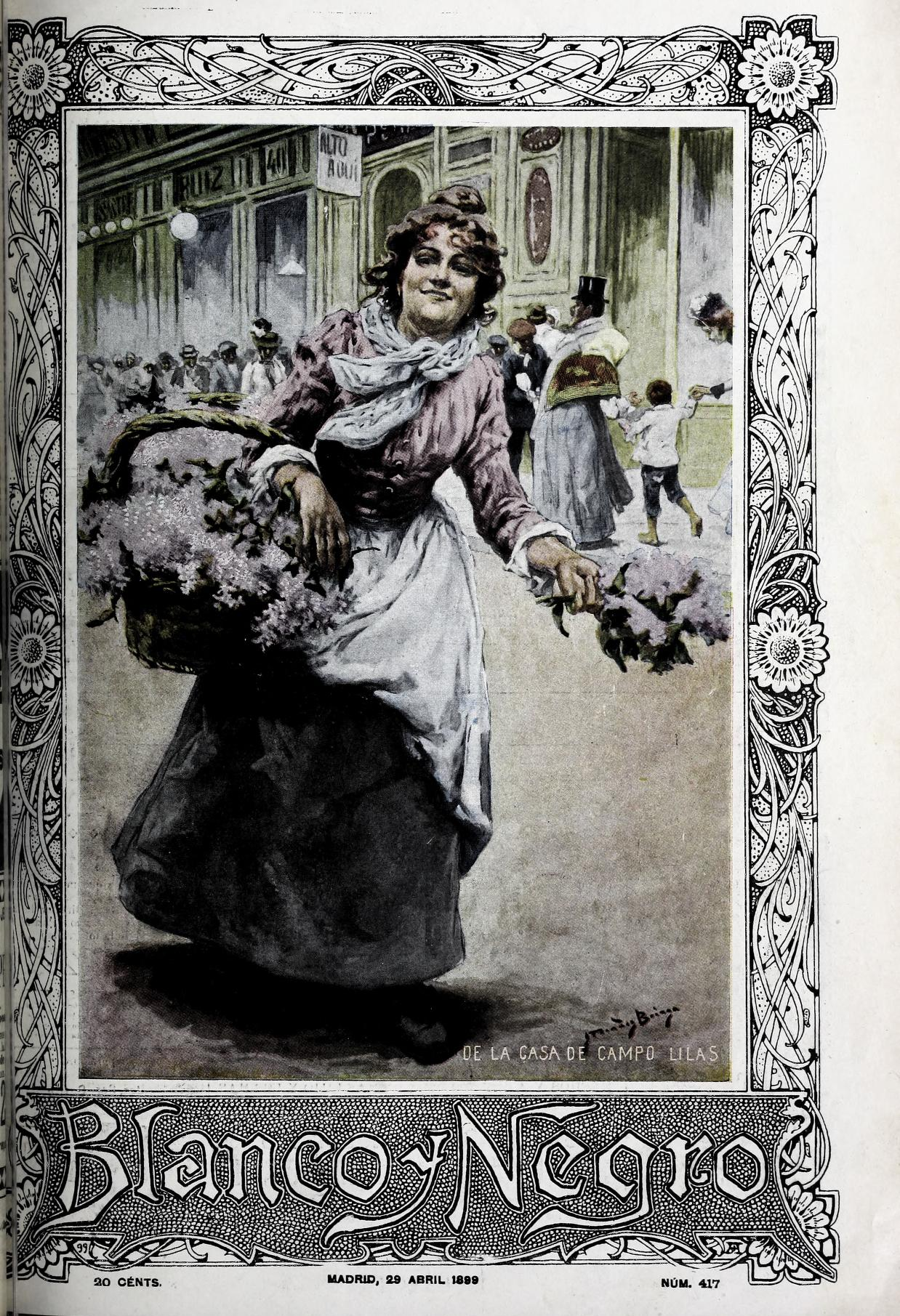
Portada de Méndez Bringa (1899)

Fue fundada en 1891 por Torcuato Luca de Tena. Más adelante se convirtió en base de la editorial Prensa Española, que también publicó el diario ABC. El éxito de la revista motivó la creación posterior del diario, de carácter monárquico.
Su primer director fue Eduardo Sánchez de Castilla, aunque fue pronto relevado por el propio Luca de Tena, el 28 de febrero de 1892.
Los rotativos de su tirada se encontraban en el Edificio ABC de la calle Serrano de Madrid. La publicación presentaba la novedad de las ilustraciones y gozó de gran prestigio por sus artículos y colaboraciones literarias, teniendo en su inicio tiradas cercanas a los 20 000 ejemplares. Fue la primera publicación periódica española en utilizar el color y el papel couché. El 12 de mayo de 1912 publicó la primera fotografía en color de la prensa en España.
Entre 1891 y 1939 se editó de forma continuada. Volvió a reaparecer en 1957 como publicación independiente, etapa que se prolongó hasta 1980. En 1988 reapareció como suplemento dominical del diario ABC, hasta su cese definitivo en octubre de 2000. Más adelante se había publicado un suplemento semanal de ABC con el nombre Blanco y Negro Cultural, que en 2005 pasó a llamarse ABCD Las Artes y Las Letras, también semanal.

### Primera etapa (1891-1939)

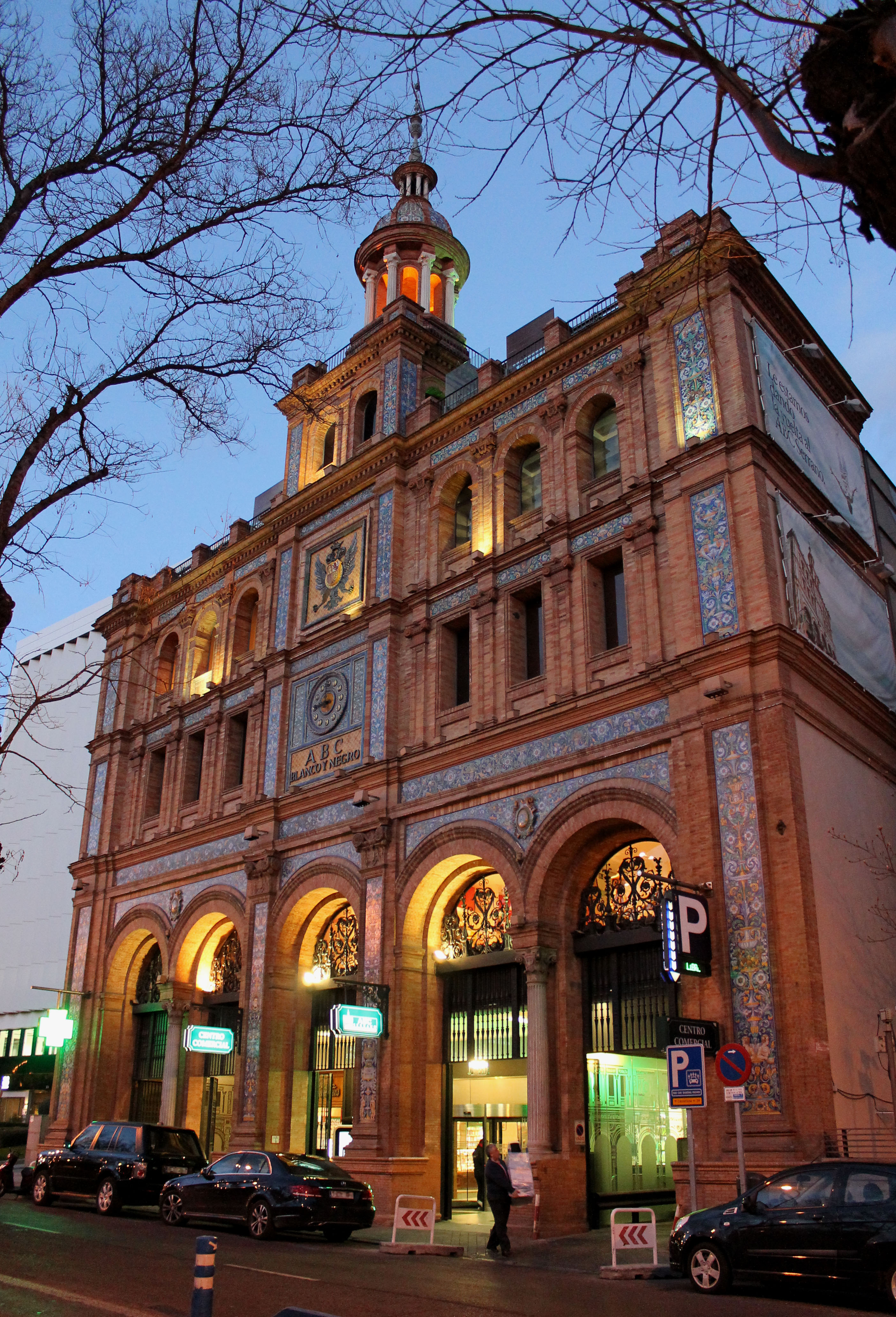
Edificio ABC de Madrid, sede de Blanco y Negro entre 1899 y 1989

La revista, que publicó una serie de almanaques anuales, compitió durante estos años con otras revistas ilustradas como La Ilustración Española y Americana y Nuevo Mundo.

Durante esta etapa participaron, en el aspecto gráfico, viñetistas y humoristas gráficos como Cilla, Mecachis, Rojas, Velasco, Xaudaró, Gascón, Pons, Sileno o Melitón González, además de otros artistas como Carcedo, Varela, Arija, Chiorino, Echea, Lozano Sidro, Benet, Baldrich, Loygorri, Ramos, Cidón, Regidor, Manchón, Araujo, Pedro de Rojas, Pedrero, Gros, Huertas, Méndez Bringa, García y Ramos, Estevan, Muñoz Lucena, Pla, Sancha, Medina Vera, Vázquez, García y Rodríguez, Avendaño, Blanco Coris, Martínez Abades, Moreno Carbonero, Sala o Andrade, que ilustraron sus páginas a lo largo de estos años.

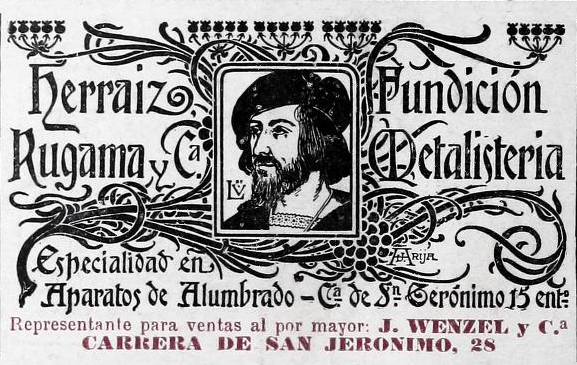
Publicidad en la revista (de Arija)

Durante la guerra civil fue incautada por el gobierno republicano.

### Segunda etapa (1957-1980)
Semanario independiente. Casi al mismo tiempo que 3 amigos, edita por primera vez en España "Las aventuras de Tintín":
- Objetivo la Luna (11 de mayo de 1957-19 de octubre de 1957);
- Aterrizaje en la Luna (5 de abril de 1958-8 de noviembre de 1958);
- Tintín en el Congo (24 de enero de 1959-5 de septiembre de 1959);
- La estrella misteriosa (24 de octubre de 1959-28 de mayo de 1960);
- Tintín en el país del oro negro (4 de junio de 1960-14 de enero de 1961);
- El cetro de Ottokar (21 de enero de 1961-9 de septiembre de 1961).[24]

### Tercera etapa (1988-2000)
Dominical de venta junto al diario ABC desde el 6 de marzo de 1988. Incluye Gente Menuda como suplemento dirigido a los niños. El último número recogido en la hemeroteca de ABC para la revista Blanco y Negro es el del 29 de octubre de 2000.

## Colaboradores

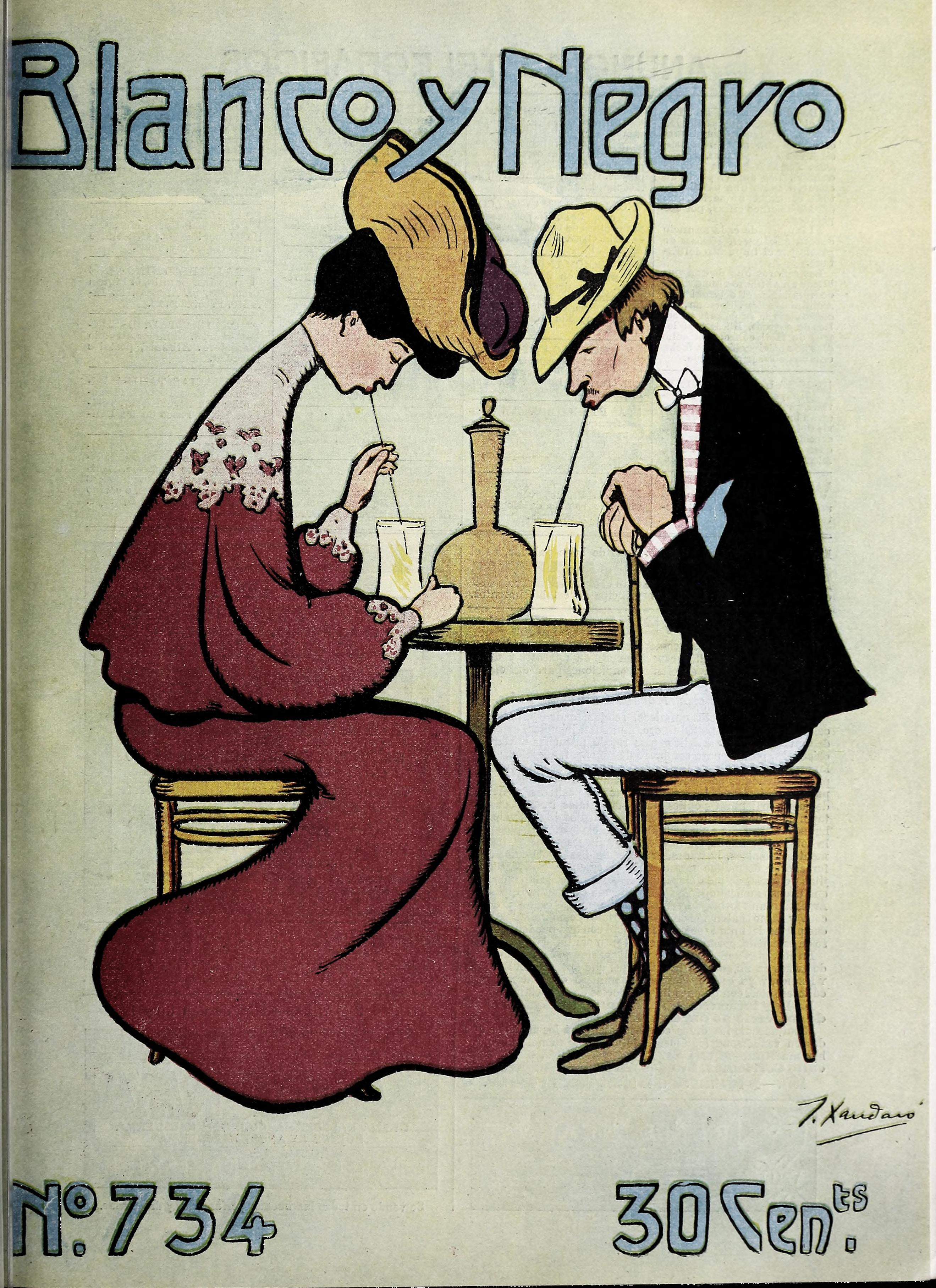
Portada de Xaudaró (27 de mayo de 1905)

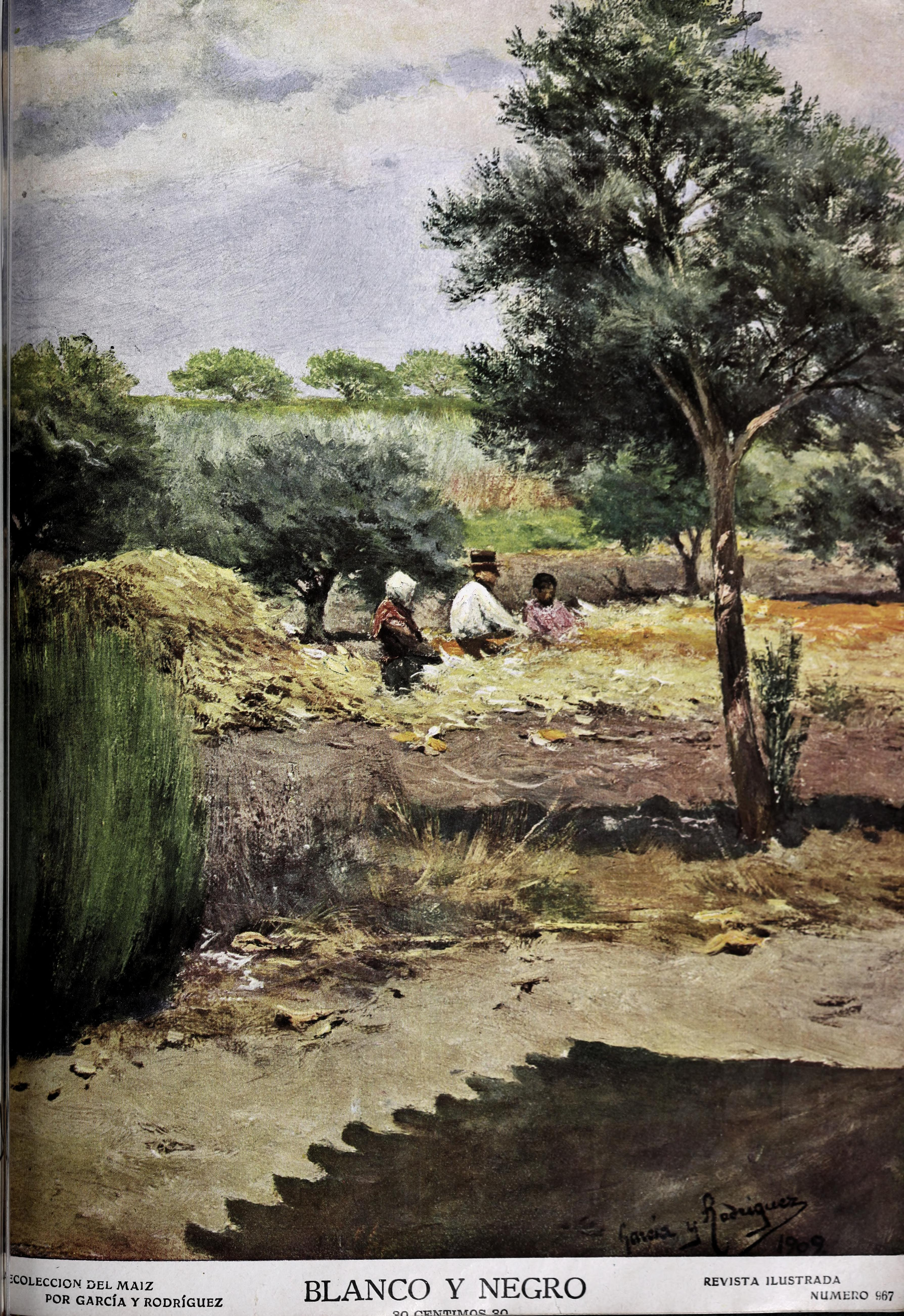
«Recolección del maíz» de García y Rodríguez (13 nov. 1909)

A lo largo de su historia acumuló un amplio libro de firmas de colaboradores literarios y gráficos. Desde representantes de la  aristocracia nacional, como Hilda de Toledano (seudónimo literario de María Pía de Sajonia-Coburgo Gotha y Braganza) o la novelista Emilia Pardo Bazán, hasta miembros del 98 como Azorín, los Machado, Manuel Abril o Villaespesa, pasando por especialistas infantiles como Elena Fortún, que estrenó en Blanco y Negro su personaje infantil "Celia" un 24 de junio de 1928. Entre la larga lista de colaboradores gráficos pueden citarse casi al azar al portadista Enrique Estévez Ochoa o al caricaturista Paco Ugalde.